# Penny Crayon
Penny Crayon fue un dibujo animado que fue producido por la BBC en el Reino Unido en el año de 1989 fue hecho por Maddocks Cartoon Productions, que anteriormente produjo Jimbo y el Jet Set y La familia Ness. La voz de Penny fue realizada por la actriz cómica Su Pollard.
La historia transcurre en Inglaterra en la cual Penny, una niña amante del dibujo, utiliza unos lápices mágicos para crear objetos, animales o personas que se hacen reales, aunque desaparecen al echarles agua. Penny comparte sus aventuras con Dennis, su mejor amigo.
La serie tuvo trece episodios y cada uno duraba aproximadamente 10 minutos.
En Perú la serie tuvo popularidad en la década de 1990 al ser transmitida en un bloque infantil vespertino en el canal estatal Canal 7.